# Phreatia bigibbosa
Phreatia bigibbosa är en orkidéart som beskrevs av Johannes Jacobus Smith. Phreatia bigibbosa ingår i släktet Phreatia och familjen orkidéer. Inga underarter finns listade i Catalogue of Life.